# Simat-Esztar
Simat-Esztar (akad. Simat-Eštar, w transliteracji z pisma klinowego zapisywane si-ma-at-dINANNA) – mezopotamska królowa, jedna z małżonek króla Rim-Sina I (ok. 1822-1763 p.n.e.) z Larsy. Znane są dwie jej inskrypcje budowlane, w których upamiętnione zostało wzniesienie przez nią E-aagakiliburur (sum. é.á.ág.gá.kìlib.ur4.ur4, tłum. „Dom który gromadzi wszystkie rozkazy”), świątyni poświęconej bogini Ninegal. 